# Henrik Laurell
Johan Henrik Laurell, född 29 juli 1890 i Jönköping, död 26 februari 1985, var en svensk läkare. 
Laurell, som var son till hovrättsassessor Nathanael Laurell och Anna Kugelberg, avlade studentexamen i Jönköping 1910, blev medicine kandidat vid Uppsala universitet 1917 och medicine licentiat vid Karolinska Institutet 1924. Han innehade olika läkarförordnanden 1922–1930 och var praktiserande läkare i Halmstad sedan 1930. Han var läkare på Halmstads stads barnavårdsnämnds barnhem 1930–1958, tillförordnad andre stadsläkare 1932–1933, läkare vid Halmstads venereologiska poliklinik sedan 1932, tillförordnad provinsialläkare i Fjugesta distrikt 1944 och extra läkare på Ulricehamns beredskapssjukhus 1945. Han var ordförande i Hallands läkareförening 1938–1940 och Halmstads stads pensionsnämnd 1945–1957. Han var lärare i astronomi hos Tjänstemännens Bildningsverksamhet (TBV) sedan 1953, höll populärastronomiska föreläsningar och skrev tidskriftsartiklar i diverse ämnen.